# فیض شریفی
فیض شریفی (زادهٔ ۱۴ آذر ۱۳۳۴ در بهبهان) شاعر و نویسنده ایرانی اهل بهبهان، خوزستان است؛ او عضو هیئت علمی کانون شعر ایران است.

## زندگی
شریفی در ۱۴ آذر ۱۳۳۴ در بهبهان، استان خوزستان ایران زاده شد. او پس از فارغ‌التحصیلی از رشتهٔ ادبیات، به تدریس مشغول شد، اما در سال ۱۳۸۵ تدریس را کنار گذاشت و نخستین کتاب خود با نام شعر زمان ما را منتشر کرد.
او با نشریه‌هایی نظیر نیم‌نگاه و اتحاد جنوب شیراز نیز همکاری داشته است.

## آثار
شریفی بیش از ۵۰۰ مقاله در زمینهٔ شعر و نقد منتشر کرده است و تا امروز کتاب‌های بسیاری نیز به چاپ رسانده است که تعدادی از آن‌ها تحت عنوان شعر زمان ما و شاعران معاصر ایران منتشر شده است که به بررسی شعرهای شاعران معاصر ایران از جمله سیمین بهبهانی، سیاوش کسرایی، منوچهر آتشی، سید علی صالحی، نادر نادرپور، نصرت رحمانی، یدالله رؤیایی، فریدون مشیری، محمدرضا شفیعی کدکنی، حمید مصدق، فریدون توللی و شمس لنگرودی پرداخته است.
از دیگر آثار او می‌توان به مجموعه کتاب‌های ساختارگرایی نوین، نقد تطبیقی سینما و ادبیات، غم دونده در همراهی با موراکامی، عاشقانه‌های سه‌گانه شمس لنگرودی، محمدعلی‌سپانلو، جوادمجابی و غریقی خاموش در کولاک زمستان اشاره کرد.
کتاب‌های خیام و پساخیامیان، کیمیای رحمانی، جدار شیشه‌ای، ترانه‌های پرتشویش، عشق بر آستانه، برای نشستن کنار تو و زیباترین زمین، نمایشنامه‌های من و مامت، مناقصات شاعرانه، نمایشنامهٔ حسنک وزیر، نمایشنامهٔ قائم مقام، عاشقانه‌های جهان، احتمال، آناکارنینا و چند نمایش، می‌خواهم با بعضی‌ها فرار کنم و کتاب با آنچه در زمینه و صحنه است (نقد و بررسی منظومه‌های حسن اجتهادی) از دیگر آثار اوست.

### داستان زمانهٔ ما
- داستان زمانهٔ ما (۱) صادق هدایت؛ نقد و بررسی آثار، نشر حس هفتم ۱۴۰۰
- داستان زمانهٔ ما (۲) صادق چوبک؛ نقد و بررسی آثار، نشر حس هفتم ۱۴۰۱
- داستان زمانهٔ ما (۳) هوشنگ گلشیری؛ نقد و بررسی آثار، نشر حس هفتم ۱۴۰۱
- داستان زمانهٔ ما (۴) بزرگ علوی؛ نقد و بررسی آثار، نشر حس هفتم ۱۴۰۱
- داستان زمانهٔ ما (۵) بختیارعلی؛ نقد و بررسی آثار، نشر حس هفتم ۱۴۰۱

### شاعران معاصر ایران
- شاعران معاصر ایران (۱) اسماعیل خویی؛ نقد و بررسی اشعار، نشر حس هفتم ۱۴۰۰
- شاعران معاصر ایران (۲) علی بابا چاهی؛ نقد و بررسی اشعار، نشر حس هفتم ۱۴۰۰
- شاعران معاصر ایران (۳) سید علی صالحی؛ نقد و بررسی اشعار، نشر نگاه ۱۳۹۳
- شاعران معاصر ایران (۴) شمس لنگرودی؛ نقد و بررسی اشعار، نشر نگاه ۱۳۹۲
- شاعران معاصر ایران (۵) سیروس نوذری؛ نقد و بررسی اشعار، نشر حس هفتم ۱۴۰۱
- شاعران معاصر ایران (۶) پوران فرخ‌زاد؛ نقد و تفسیر اشعار، نشر حس هفتم ۱۴۰۲
- شاعران معاصر ایران (۷) هرمز علی‌پور؛ سرگذشت‌نامه و نقد اشعار، نشر حس هفتم ۱۴۰۲
- شاعران معاصر ایران (۸) شاپور جورکش؛ سرگذشت‌نامه و نقد اشعار، نشر حس هفتم ۱۴۰۳

### شعر زمان ما
- شعر زمان ما (۶) سیمین بهبهانی؛ تفسیر و تحلیل از آغاز تا امروز، نشر نگاه ۱۳۹۳
- شعر زمان ما (۶) پوران فرخ‌زاد، نقد و تفسیر، نشر حس هفتم ۱۴۰۲
- شعر زمان ما (۷) سیاوش کسرایی؛ تفسیر و تحلیل از آغاز تا امروز، نشر نگاه ۱۳۹۱
- شعر زمان ما (۸) منوچهر آتشی؛ تفسیر و تحلیل از آغاز تا امروز، نشر نگاه ۱۳۹۹
- شعر زمان ما‏‫ (۹) سیدعلی صالحی؛ نقد و بررسی اشعار از آغاز تا امروز، نشر نگاه ۱۳۹۳
- شعر زمان ما‏‫ (۱۰) نادر نادرپور؛ تفسیر و تحلیل اشعار از آغاز تا امروز، نشر نگاه ۱۳۹۱
- شعر زمان ما (۱۱) نصرت رحمانی؛ تفسیر و تحلیل از آغاز تا امروز، نشر نگاه ۱۳۹۱
- شعر زمان ما (۱۲) یدالله رؤیایی؛ تفسیر و تحلیل اشعار از آغاز تا امروز، نشر نگاه ۱۳۹۳
- شعر زمان ما (۱۳) حمید مصدق؛ تفسیر و تحلیل از آغاز تا امروز، نشر نگاه ۱۳۹۱
- شعر زمان ما (۱۴) حسین منزوی؛ تفسیر و تحلیل از آغاز تا امروز، نشر نگاه ۱۳۹۳
- شعر زمان ما‏‫ (۱۵) شمس لنگرودی؛ تفسیر و تحلیل از آغاز تا امروز، نشر نگاه ۱۳۹۳
- شعر زمان ما (۱۶) شفیعی‌کدکنی؛ تفسیر و تحلیل از آغاز تا امروز، نشر نگاه ۱۳۹۳
- شعر زمان ما (۱۸) فریدون توللی؛ تفسیر و تحلیل از آغاز تا امروز، نشر نگاه ۱۳۹۶
- شعر زمان ما (۱۹) هوشنگ چالنگی؛ تفسیر و تحلیل از آغاز تا امروز، نشر نگاه ۱۴۰۱
- شعر زمان ما (۲۰) هوشنگ ابتهاج؛ تفسیر و تحلیل از آغاز تا امروز، نشر نگاه ۱۴۰۱

### شاعران معاصر ما
- شاعران معاصر ما ( ۱) زهره یوسفی؛ نقد و تفسیر، نشر شب چله‏‫ ۱۴۰۳
- شاعران معاصر ما (۲) احمد فریدمند (الف.روز) ؛ نقد و تفسیر، نشر شب چله‏‫ ۱۴۰۳

### دیگر آثار
- ‏ماه همیشه دور؛ تأملی در اشعار کوتاه سیروس نوذری؛ ۱۳۸۷
- عشق بر آستانه؛ چند و چونی با نصرت رحمانی؛ نشر نوید شیراز ۱۳۸۸
- به احترام شاعر یک دقیقه سکوت را بشکنیم: نقد و تحلیل اشعار علیشاه مولوی؛ نشر ابتکار نو ۱۳۸۹
- برای نشستن کنار تو؛ نمونه غزل‌هایی از شاعران معاصر ایران، نشر نگاه ۱۳۹۰
- عاشقانه‌های شمس لنگرودی؛ به کوشش فیض شریفی، نشر هیرمند ‏‫۱۳۹۲
- عاشقانه‌های سیدعلی صالحی؛ به کوشش فیض شریفی، نشر هیرمند ‏‫۱۳۹۲
- غم دونده در همراهی با موراکامی: یک نوول، دو نمایشنامه و یک نقد؛ نشر نوید شیراز ۱۳۹۲
- غریقی خاموش، در کولاک زمستان؛ مروری بر عاشقانه‌های شمس‌لنگرودی؛ نشر ابتکار نو ۱۳۹۲
- کیمیای رحمانی؛ نقد و بررسی، نشر نوید شیراز ۱۳۹۳
- ویس و رامین، تحلیل شرح ویس و رامین (فخرالدین اسعد گرگانی)، نشر نوید شیراز ۱۳۹۵
- شکوفه‌های خوش‌پوش به انضمام نوسروده‌ها‏‫/ رباعیات ایرج صف‌شکن‏‫؛ نشر نگاه ‏‫ ۱۳۹۵
- با آنچه در زمینه و صحنه است، سیدحسن اجتهادی؛ نقد و بررسی، نشر حس هفتم‏‫ ‏‫۱۳۹۷
- نمی شناسمش، نشر سیب سرخ ۱۳۹۷
- نمایشنامه حسنک وزیر، نشر علمی و فرهنگی ‏‫۱۳۹۷
- احتمال، شعر، نشر کتاب هرمز ۱۳۹۷
- نمایش‌نامه‌های من و مامت (هفت کتاب)، نشر سیب سرخ ۱۳۹۷
- خیام و پساخیامیان، نشر نگاه ۱۳۹۷
- منافسات شاعران، نصرت رحمانی و معاصران؛ نشر سیب سرخ ۱۳۹۷
- پروپوزال، نشر سیب سرخ ۱۳۹۷
- عاشقانه‌های جهان؛ گردآوری و ترجمه، نشر کتاب مرو‏‫ ۱۳۹۷
- عاشقانه‌های ملل-(آمریکا)؛ عاشقانه‌های جهان، نیکلاس گوردون‏‫؛ فیض شریفی، برگردان هنگامه شریفی،‌ مریم قائدی، نشر کتاب مرو‏‫ ۱۳۹۷
- پژواک، شاعران بهبهان، نشر نوید شیراز ۱۳۹۸
- کیمیای رحمانی (ادبیات و سینما)، نشر سیب سرخ ۱۳۹۸
- رقص بر گسل، علی ضامن داریا، شعر و نقد
- چگونه نمایش نامه بنویسم و چند نمایش نشر کتاب هرمز ۱۳۹۹
- مکتب‌های ادبی ایران و جهان (نظم و نثر از آغاز تاکنون)، نشر حس هفتم ۱۴۰۰
- و شعر چیست؟ نقد و نظر نوین دربارهٔ شعر، نشر کتاب هرمز ۱۴۰۰
- زهره یوسفی، شاعران همه احساس‌های نقره‌ای درون خواب‌های بیداری‌اند؛ نقد و بررسی اشعار، نشر حس هفتم ۱۴۰۰
- رامک تابنده، آبانسا (داستان و نقد)؛ نقد و بررسی، نشر حس هفتم ۱۴۰۰
- معصومه فتحی، خیال کنید رفته‌اید از یادم؛ نقد و بررسی اشعار، نشر حس هفتم ۱۴۰۰
- ایرج شریفی، این شقایق را نگاهی سرد پرپر می‌کند؛ نقد و بررسی اشعار، نشر حس هفتم ۱۴۰۰
- شیوا خالدی نیا، نامم مصوتی است در باد؛ نقد و بررسی اشعار، نشر حس هفتم ۱۴۰۰
- محمدرضا پرویزی؛ نقد و بررسی اشعار، نشر حس هفتم ۱۴۰۰
- درام سیاوش و نقد درام، نشر کتاب هرمز ۱۴۰۱
- یادداشت‌های ادیبانهٔ پیش از آلزایمر، نشر کتاب هرمز ۱۴۰۱
- شهیر کنعانی، آینه‌ها تکه‌ای از صورت توست، شعر و نقد، نشر حس هفتم ۱۴۰۱
- آناکارنینا و چند نمایشنامه دیگر، نشر شب چله ‏‫۱۴۰۱
- مجمعه اشعار دکتر حبیب شریفی؛ نقد و بررسی اشعار، نشر حس هفتم ۱۴۰۱
- عباس درویشی کرمانشاهی؛ نقد و بررسی اشعار، نشر حس هفتم ۱۴۰۱
- عباس درویشی کرمانشاهی، سلام نسل مفاخر؛ نقد و بررسی اشعار، نشر حس هفتم ۱۴۰۱
- اشرف رشید بیگی، راز نفس رازقی؛ نقد و بررسی اشعار، نشر حس هفتم ۱۴۰۱
- مهناز معصومی، اشک‌هایم همه کلمه شدند (شعر و داستان) سه جلد؛ نقد و بررسی، نشر حس هفتم ۱۴۰۱
- به‌گزین اشعار عباس درویشی‌کرمانشاهی؛ نقد و بررسی؛ نشر حس هفتم ۱۴۰۱
- آنتولوژی شعر معاصر ایران (نیما، فروغ، اخوان ثالت، شاملو و سپهری)؛ نشر شب چله ۱۴۰۲
- عباس درویشی‌کرمانشاهی، پرنده می رود، آواز می‌ماند؛ نقد و بررسی اشعار، نشر حس هفتم ۱۴۰۲
- مستانه پرسش، جلوه‌ی حضور؛ ؛ نقد و بررسی اشعار، نشر حس هفتم ۱۴۰۲
- دریا نمی‌داند می‌رود یا می‌آید، مجموعه کاریکلماتور، نشر کتاب هرمز ۱۴۰۲

- غزل‌‌تریشه‏‌های شاعران ایرانی؛ گردآوری، نشر شب چله‏‫ ۱۴۰۳
- بورس دست‌های تو، شعر سپید؛ شاعر، نشر شب چله‏‫ ۱۴۰۳
- فاصله، اشعار سپید - نیمایی (سال ۹۸-۱۳۹۷)، شاعر، نشر شب چله‏‫ ۱۴۰۳
- عزلت ازلی، ‏‫اشعار سپید - نیمایی (سال ۱۴۰۲-۱۳۹۹)، شاعر، نشر شب چله‏‫ ۱۴۰۳
- بی تو بودن، مرور مردن (مجموعه شعر ۹۶-۱۳۹۵)، نشر کتاب هرمز ۱۴۰۳
- در آسمان‌تان پرنده‌ای نیست، (مجموعه شعر۱۳۹۷)، نشر کتاب هرمز ۱۴۰۳
- ترانه‌های کوچک تنهایی، برگزیده شعر عاشقانه‌ی جهان‏‫؛ گردآوری و ترجمه‌، نشر کتاب هرمز ۱۴۰۳
- پارانویا، رمان، نشر شب چله‏‫ ۱۴۰۳
- کاظم شیعتی، غزلیات کاظم شیعتی؛ نقد و بررسی، نشر شب چله ۱۴۰۳
- لادن اسکندری، شرار در بهشت؛ نقد و تفسیر اشعار، نشر حس هفتم ۱۴۰۳
- حسین مقدسی‌نیا، صد حبه انگور، صد حبه قند (دو صد کاریکلماتور، همچون نیم مثقال عسل)؛ نقد و بررسی، نشر حس هفتم ۱۴۰۳
- شهیر کنعانی، می‌رباعی؛ مجموعه رباعی‌؛ نقد و بررسی، نشر حس هفتم ۱۴۰۳
- علی‌ضامن ‌داریا، جن‌زاره؛ منظومه و موج‌سروده‌ها اردیبهشت (۱۴۰۲- ۱۳۹۶)؛ مقدمه، نقد و بررسی، نشر حس هفتم ۱۴۰۳
- اشرف رشیدبیگی، از عاشقانه گفتن؛ نقد و تفسیر اشعار، نشر حس هفتم ۱۴۰۳
- شهین راکی، آویخته از اخترها؛ نقد و بررسی اشعار سپید، نشر شب چله‏‫ ۱۴۰۳
- مریم میرزاخانی، آبی بودم مثل پرواز؛ نقد و بررسی، نشر حس هفتم ۱۴۰۳

### مقدمه‌نویسی
- ذوال‍ری‍اس‍ت‍ی‍ن ش‍ی‍رازی، مردی به نام شیراز (خاطرات صدرا ذوالریاستین)؛ مقدمه؛ نشر نوید شیراز ۱۳۹۳
- محمدرضا حجازی، جهان دوباره (مجموعه غزل)؛ مقدمه، نشر نوید شیراز‏ ‫۱۳۹۷
- ‏ایرج صف‌شکن، هشتاد و هشت ترانه غمگین با مقاله‌ای از فیض شریفی، نشر سیب سرخ ۱۳۹۷
- عسل ستایش‌مهر، عطر؛ مقدمه، نشر نوید شیراز‏‫ ۱۳۹۸
- ‏شهرام فروغی‌مهر، بر رگ‌های بریده این سطرها (برگزیده اشعار) مقدمه و گزینش، نشر کتاب هرمز ۱۳۹۸.
- دس‍ت‌غ‍ی‍ب، ع‍ب‍دال‍ع‍ل‍ی، جدار شیشه‌ای، درس گفتارها، نشر ماهریس‏‫ ‏‫۱۳۹۸
- اسماعیل علی پور، سه تایی‌ها، شعر و نقد، نشر کتاب هرمز ۱۴۰۱
- فردوس قدیان بهبهانی، آخرین غزل، شعر و نقد، نشر کتاب هرمز ۱۴۰۱
- شهرام فروغی‌مهر، آقای مرگ؛ برگزیده‌ی اشعار (۱۳۹۹-۱۳۷۰)؛ مقدمه، نشر کتاب هرمز ۱۴۰۲
- یارمحمد اسدپور، (مجموعه اشعار ۱۴۰۱-۱۳۳۰) به کوشش شهرام فروغی‌مهر، مقدمه، نشر کتاب هرمز ۱۴۰۳